# Nagrobek Mieszka III Starego

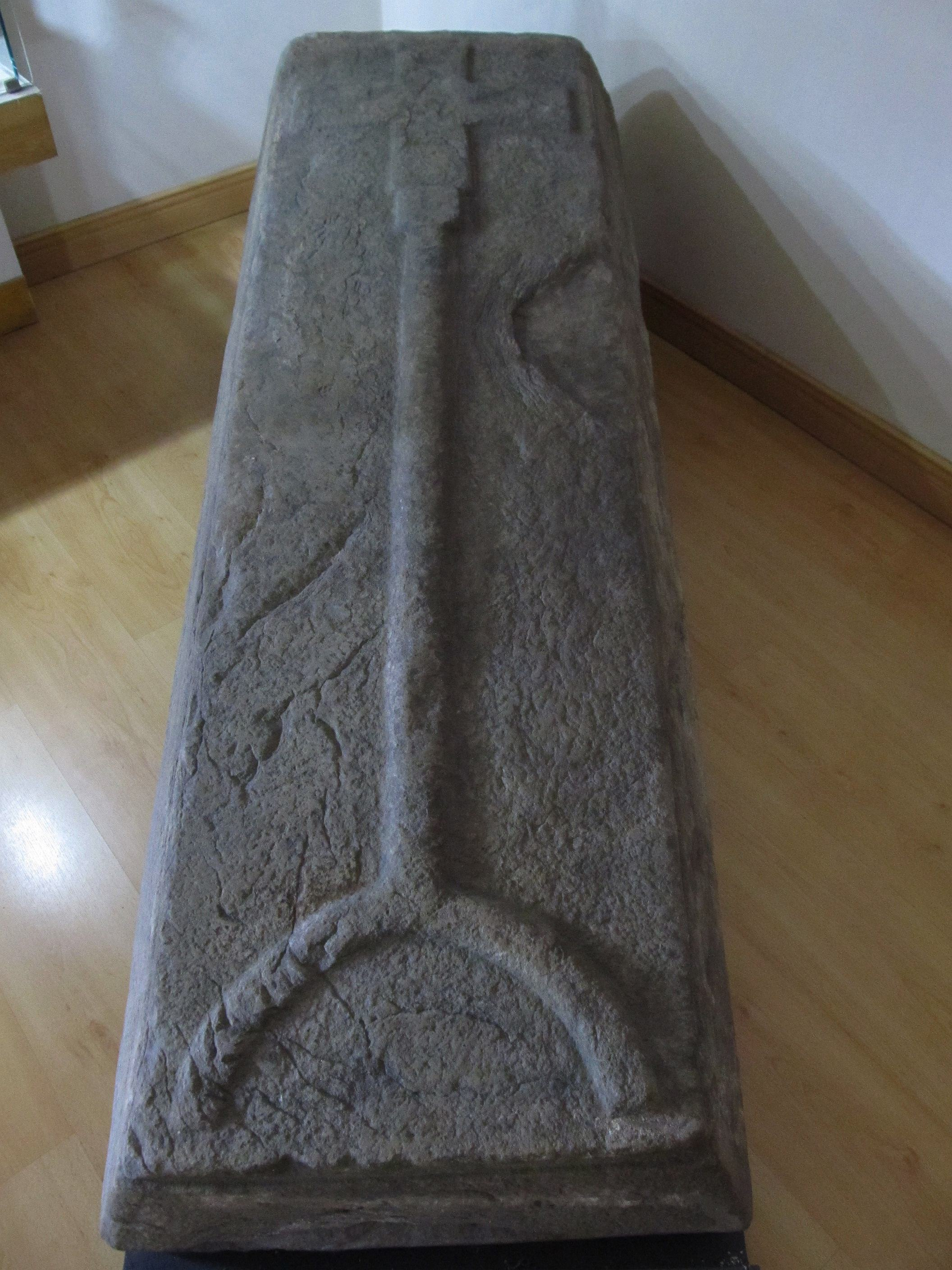
Płyta nagrobna Mieszka III

Nagrobek Mieszka III Starego – płyta nagrobna księcia Mieszka III Starego, znajdująca się obecnie w stałej ekspozycji Muzeum Okręgowego Ziemi Kaliskiej w Kaliszu.

## Historia
Mieszko III Stary zmarł 13 lub 14 marca 1202 w Kaliszu. Został pochowany w kolegiacie św. Pawła Apostoła w Kaliszu, nieopodal grobu swojego syna Mieszka Młodszego, o czym wspomina Kronika wielkopolska.
Płyta nagrobna datowana jest na przełom XII i XIII w. Według Tomasza Janiaka była ona pierwotnie elementem sarkofagu stojącego na platformie fundamentowej. W późniejszym czasie została przeniesiona do kościoła św. Wojciecha, gdzie służyła jako stopień. Odnaleziona została w 1959, odwrócona licem do dołu.

## Opis
Płyta, wykonana z piaskowca, ma kształt prostokąta o przestrzennej formie ściętego, płaskiego ostrosłupa ze sfazowanymi bokami. Na wierzchu znajduje się płaskorzeźba przedstawiająca krzyż procesyjny wsparty na półkolistej podstawie. Wymiary płyty wynoszą 179-165,5 x 61-49,5 cm.